# Fåglaviks glasbruk

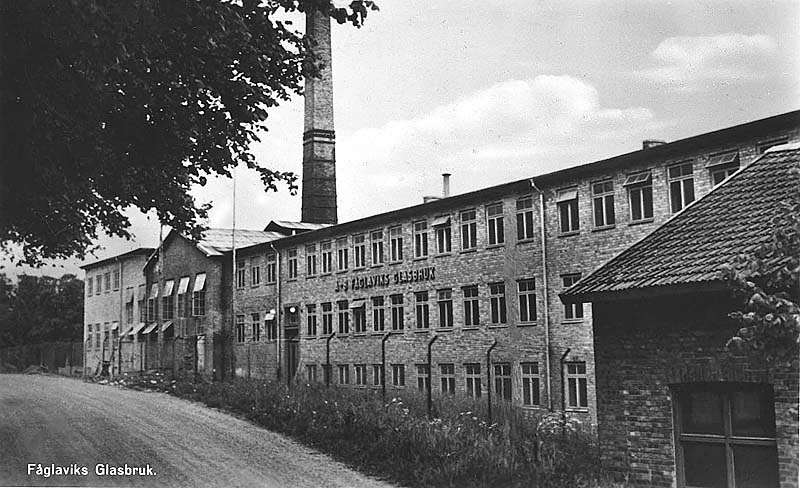
Fåglaviks glasbruk

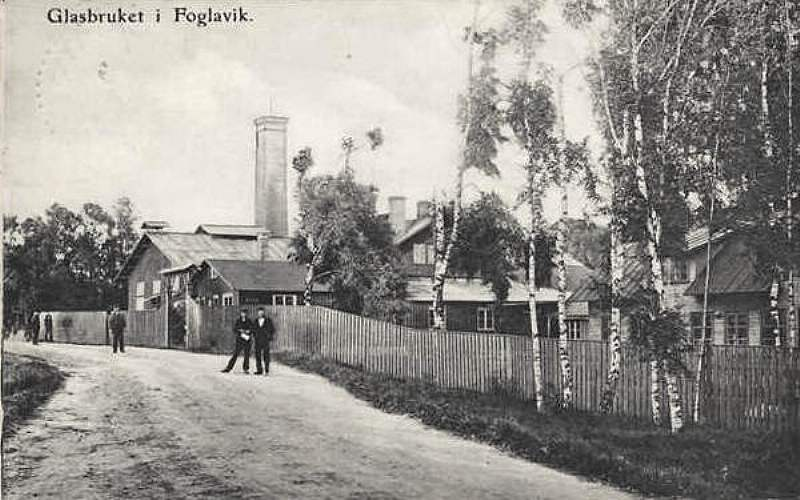
Fåglaviks glasbruk

Fåglaviks glasbruk i Fåglavik, Hudene socken i Västergötland var i drift 1874-1978. 
Grosshandlaren Anders Magnus Andersson (1835-1891) upptäckte möjligheterna att anlägga ett glasbruk i Fåglavik när tåget han färdades tvingades stanna på platsen på grund av ett snöoväder. Anslutningen till järnvägen och tillgång till torv gav goda förutsättningar för ett glasbruk.
Andersson inköpte Lindspångs gård nära Fåglaviks station, där han året innan påbörjat anläggandet av glasbruket. 1874 startades produktionen när det första glaset blåstes. 
Till en början tillverkade slipade och oslipade småglas och flaskor, samt senare fotogenbelysningsglas, parfym- och medicinflaskor och hushållsglas. Buteljtillverkningen som startade 1878 varande bara under några år. Efter Anderssons död 1891 bildades familjebolaget Örnberg & Andersson AB med äldste sonen Magnus Eidem som chef. Under många år blomstrade Fåglavik och glasbruket lockade många besökare.
Glasbruket byggdes först med den Tyska hyttan som byggdes efter tyska förebilder. Senare tillkom Reservhyttan och Franska hyttan. Under åren 1912-18 sysselsattes på bruket omkring 280 personer och i affären 30, men arbetsstyrkan sjönk väsentligt under depressionsåren. I samband med Eidems död ändrades 1930 firmanamnet till Fåglaviks glasbruk AB. Genom Eidems glasbrukshistoriska intresse skänktes äldre verktyg till friluftsmuseet Skansen i Stockholm, där en glashytta uppfördes 1936. 
Efter Eidems död togs ledningen över av Yngve Anderberg som i sin tur efterträddes av Anders Anderberg.
För Fåglaviks glasbruk formgav Karl Erik Bodner tillsammans med Paul Kedelv ett flertal ljusarmaturer. Andra formgivare som varit verksamma för Fåglavik är Hans von Matérn, Erich Marten, Bengt Berglund  och Olle Hagdahl.
Glasbruket i Fåglavik lades ner 1978, och byggnaderna revs i september 2007. I Herrljunga Kulturhus finns ett museum över Fåglaviks glasbruk.
Vid platsen för bruket restes en minnessten 2010.